# 羅德與泰勒

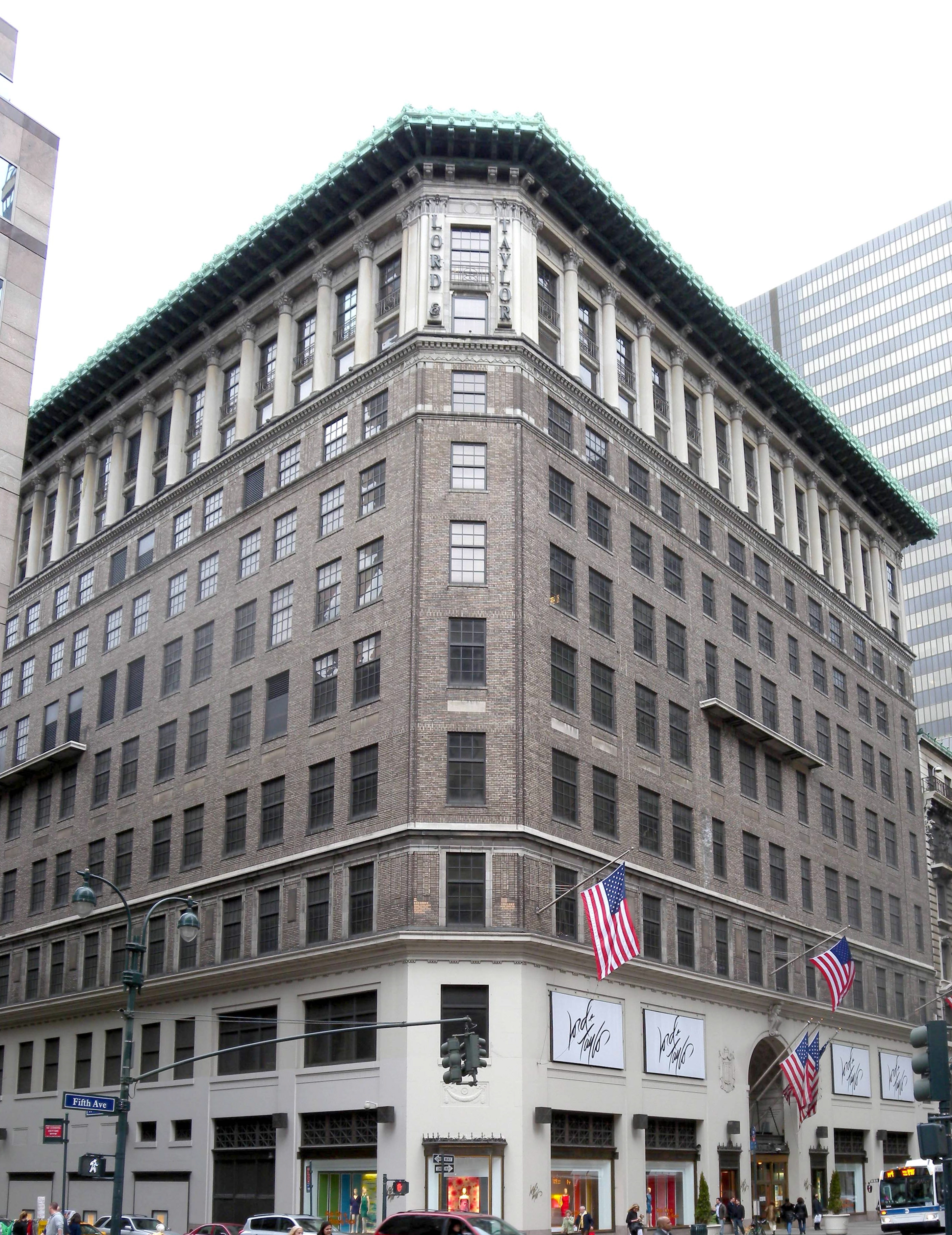
總部

羅德與泰勒（Lord & Taylor）是一家美國奢侈品連鎖百貨公司，總部位於紐約市曼哈頓，其業務主要集中在美國東部，現在是哈德遜灣公司子公司NRDC Equity Partners的子公司。
該公司由英格蘭移民薩繆爾·羅德（Samuel Lord）和其妻子的兄弟喬治·華盛頓·泰勒（George Washington Taylor）在1826年創立於曼哈頓凱瑟琳街（Catherine Street）。2020年8月2日申请破产保护。

## 外部連結
- 官方网站
- 羅德與泰勒的X（前Twitter）
- Hudson Bay Company official website
- NRDC Equity Partners official website （页面存档备份，存于）
- Setting the Precedent: Four Women who Excelled in Business

40°45′05″N 73°58′59″W / 40.75149°N 73.98307°W